# Бакеридж, Энтони Малкольм
Энтони Малкольм Бакеридж (20 июня 1912 – 28 июня 2004) - английский писатель, наиболее известный благодаря серии детских книг о Дженнингсе и Рексе Миллигане. Также написал в 1953 году детскую книгу "Случилась забавная вещь", которая неоднократно публиковалась в "Детском часе". Награжден орденом Британской Империи в 2003 году.

## Биография
Родился 20 июня 1912 года в Лондоне, Великобритания.
Поступил в Университетский колледж Лондона, но не получил ученую степень, провалив экзамен по латыни. Бакеридж устроился работать школьным учителем в Саффолке и Нортгемптоншире, что дало ему дополнительный опыт, который повлиял на его последующую работу. Во время Второй мировой войны Бакеридж был призван в качестве пожарного и написал несколько пьес для сцены, прежде чем вернуться к преподаванию в колледже Святого Лаврентия в Рамсгейте.
Часто рассказывал своим ученикам истории о вымышленном Дженнингсе (основанном, однако, на старом школьном товарище Диармайде Дженнингсе).
Бакеридж скончался 28 июня 2004 года после продолжительной болезни.

## Творчество
После Второй мировой войны Бакеридж написал серию радиопостановок для программы BBC "Детский час", повествующих о подвигах Дженнингса и его друга Дарбишира. Первая постановка, "Дженнингс осваивает азы", впервые вышла в эфир 16 октября 1948 года.
В 1950 году появился первый из более чем двадцати романов "Дженнингс идет в школу". В рассказах Бакериджа широко используется школьный сленг ("окаменелые рыболовные крючки!", "кристаллизованные чизкейки!" и другие). Эти книги были переведены на ряд других языков. Истории английских школьников из среднего класса были особенно популярны в Норвегии, где несколько из них были экранизированы.
Норвежские издания и фильмы были полностью переписаны для норвежского сеттинга с норвежскими именами; Дженнингса в норвежских книгах называют "Стомпа".

### Рекс Миллиган
Рекс Миллиган - вымышленный персонаж, созданный Энтони Бакериджем и являющийся одноименным школьным героем серии из пяти книг, действие которых происходит в середине 20-го века. Рассказы представлены от первого лица, в отличие от сериала "Дженнингс". Последняя книга представляет собой сборник из 16 историй, впервые опубликованных в бестселлере «Eagle comics».
Бакеридж внес немалый вклад в послевоенный британский юмор, факт, признанный такими комиками, как Стивен Фрай. Искусно сформулированный фарс и восхитительное преуменьшение его повествований сравнивали с работами П. Г. Вудхауза, Бена Хехта и Бена Трэверса.

### Другие работы
Помимо отдельной детской книги 1953 года "Случилась забавная вещь", Бакеридж также написал сериал "Лиз" для детской сводной программы BBC Radio 4 "4th Dimension", которая транслировалась в 6 частях в мае и июне 1974 года.